# Africký pohár národů 2004
Africký pohár národů 2004 bylo 24. mistrovství pořádané fotbalovou asociací CAF. Vítězem se stala Tuniská fotbalová reprezentace.

## Kvalifikace
Hlavní článek: Kvalifikace na Africký pohár národů 2004

## Základní skupiny

### Skupina A
| Tým      | Z | V | R | P | VG | IG | +/- | B |
| -------- | - | - | - | - | -- | -- | --- | - |
| Tunisko  | 3 | 2 | 1 | 0 | 6  | 2  | +4  | 7 |
| Guinea   | 3 | 1 | 2 | 0 | 4  | 3  | +1  | 5 |
| Rwanda   | 3 | 1 | 1 | 1 | 3  | 3  | 0   | 4 |
| DR Kongo | 3 | 0 | 0 | 3 | 1  | 6  | -5  | 0 |

| 24. ledna 2004 19.30  |     |           |                                                                          |
| Tunisko               | 2:1 | Rwanda    | Stade 7 Novembre, Radès diváci: 65 000 rozhodčí: Divine Evehe (Cameroon) |
| Jaziri 27' Santos 57' |     | Elias 41' | Stade 7 Novembre, Radès diváci: 65 000 rozhodčí: Divine Evehe (Cameroon) |

| 25. ledna 2004 14.00 |     |                             |                                                                               |
| DR Kongo             | 1:2 | Guinea                      | Stade El Menzah, Tunis diváci: 2 000 rozhodčí: Abubakar Sharaf (Cote dIvoire) |
| Masudi 35'           |     | T. Camara 68' Feindouno 81' | Stade El Menzah, Tunis diváci: 2 000 rozhodčí: Abubakar Sharaf (Cote dIvoire) |

| 28. ledna 2004 14.00 |     |               |                                                                       |
| Rwanda               | 1:1 | Guinea        | Stade 15 Octobre, Bizerta diváci: 4 000 rozhodčí: Modou Sowe (Gambia) |
| K. Kamanzi 90+3'     |     | T. Camara 49' | Stade 15 Octobre, Bizerta diváci: 4 000 rozhodčí: Modou Sowe (Gambia) |

| 28. ledna 2004 16.15       |     |          |                                                                              |
| Tunisko                    | 3:0 | DR Kongo | Stade 7 Novembre, Radès diváci: 65 000 rozhodčí: Jérôme Damon (South Africa) |
| Santos 55', 87' Braham 65' |     |          | Stade 7 Novembre, Radès diváci: 65 000 rozhodčí: Jérôme Damon (South Africa) |

| 1. února 2004 14.00 |     |               |                                                                                |
| Tunisko             | 1:1 | Guinea        | Stade 7 Novembre, Radès diváci: 65 000 rozhodčí: Tessama Hailemalek (Ethiopia) |
| Ben Achour 58'      |     | T. Camara 84' | Stade 7 Novembre, Radès diváci: 65 000 rozhodčí: Tessama Hailemalek (Ethiopia) |

| 1. února 2004 14.00 |     |          |                                                                       |
| Rwanda              | 1:0 | DR Kongo | Stade 15 Octobre, Bizerta diváci: 700 rozhodčí: Falla Ndoye (Senegal) |
| Makasi 74'          |     |          | Stade 15 Octobre, Bizerta diváci: 700 rozhodčí: Falla Ndoye (Senegal) |

### Skupina B
| Tým          | Z | V | R | P | VG | IG | +/- | B |
| ------------ | - | - | - | - | -- | -- | --- | - |
| Mali         | 3 | 2 | 1 | 0 | 7  | 3  | +4  | 7 |
| Senegal      | 3 | 1 | 2 | 0 | 4  | 1  | +3  | 5 |
| Keňa         | 3 | 1 | 0 | 2 | 4  | 6  | -2  | 3 |
| Burkina Faso | 3 | 0 | 1 | 2 | 1  | 6  | -5  | 1 |

| 26. ledna 2004 14.00 |     |                              |                                                                                 |
| Keňa                 | 1:3 | Mali                         | Stade 15 Octobre, Bizerta diváci: 6 000 rozhodčí: Tessema Hailemalak (Ethiopia) |
| Rashid 58'           |     | Sissoko 28' Kanouté 63', 81' | Stade 15 Octobre, Bizerta diváci: 6 000 rozhodčí: Tessema Hailemalak (Ethiopia) |

| 26. ledna 2004 19.00 |     |              |                                                                          |
| Senegal              | 0:0 | Burkina Faso | Stade El Menzah, Tunis diváci: 2 000 rozhodčí: Mohamed Guezzaz (Morocco) |
|                      |     |              | Stade El Menzah, Tunis diváci: 2 000 rozhodčí: Mohamed Guezzaz (Morocco) |

| 30. ledna 2004 14.00         |     |      |                                                                               |
| Senegal                      | 3:0 | Keňa | Stade 15 Octobre, Bizerta diváci: 13 500 rozhodčí: Essam Abd El Fatah (Egypt) |
| Niang 4', 31' P. B. Diop 19' |     |      | Stade 15 Octobre, Bizerta diváci: 13 500 rozhodčí: Essam Abd El Fatah (Egypt) |

| 30. ledna 2004 19.00 |     |                                         |                                                                             |
| Burkina Faso         | 1:3 | Mali                                    | Stade El Menzah, Tunis diváci: 1 500 rozhodčí: Abdul Hakim Shelmani (Pibya) |
| Minoungou 50'        |     | Kanouté 34' Riarra 37' S. Coulibaly 78' | Stade El Menzah, Tunis diváci: 1 500 rozhodčí: Abdul Hakim Shelmani (Pibya) |

| 2. února 2004 14.00 |     |               |                                                                        |
| Senegal             | 1:1 | Mali          | Stade El Menzah, Tunis diváci: 7 550 rozhodčí: Divine Evehe (Cameroon) |
| Beye 45+2'          |     | R. Traoré 34' | Stade El Menzah, Tunis diváci: 7 550 rozhodčí: Divine Evehe (Cameroon) |

| 2. února 2004 14.00 |     |                               |                                                                       |
| Burkina Faso        | 0:3 | Keňa                          | Stade 15 Octobre, Bizerta diváci: 4 550 rozhodčí: Modou Sowe (Gambia) |
|                     |     | Ake 51' Oliech 64' Baraza 83' | Stade 15 Octobre, Bizerta diváci: 4 550 rozhodčí: Modou Sowe (Gambia) |

### Skupina C
| Tým      | Z | V | R | P | VG | IG | +/- | B |
| -------- | - | - | - | - | -- | -- | --- | - |
| Kamerun  | 3 | 1 | 2 | 0 | 6  | 4  | +2  | 5 |
| Alžírsko | 3 | 1 | 1 | 1 | 4  | 4  | 0   | 4 |
| Egypt    | 3 | 1 | 1 | 1 | 3  | 3  | 0   | 4 |
| Zimbabwe | 3 | 1 | 0 | 2 | 6  | 8  | -2  | 3 |

| 25. ledna 2004 16.30 |     |                                |                                                                                 |
| Zimbabwe             | 1:2 | Egypt                          | Stade Taïeb El Mhiri, Sfax diváci: 22 000 rozhodčí: Lassina Paré (Burkina Faso) |
| P. Ndlovu 46'        |     | T. Abdel Hamid 58' Barakat 63' | Stade Taïeb El Mhiri, Sfax diváci: 22 000 rozhodčí: Lassina Paré (Burkina Faso) |

| 25. ledna 2004 19.00 |     |            |                                                                               |
| Kamerun              | 1:1 | Alžírsko   | Stade Olympique de Sousse, Súsa diváci: 20 000 rozhodčí: Coffi Codjia (Benin) |
| M’Boma 43'           |     | Zafour 52' | Stade Olympique de Sousse, Súsa diváci: 20 000 rozhodčí: Coffi Codjia (Benin) |

| 29. ledna 2004 16.30                |     |                                       |                                                                                    |
| Kamerun                             | 5:3 | Zimbabwe                              | Stade Taïeb El Mhiri, Sfax diváci: 15 000 rozhodčí: Abubakar Sharaf (Cote dIvoire) |
| M’Boma 31', 44', 65' Mbami 40', 67' |     | P. Ndlovu 8', 47' (pen.) Nyandoro 89' | Stade Taïeb El Mhiri, Sfax diváci: 15 000 rozhodčí: Abubakar Sharaf (Cote dIvoire) |

| 29. ledna 2004 19.00   |     |           |                                                                                   |
| Alžírsko               | 2:1 | Egypt     | Stade Olympique de Sousse, Súsa diváci: 15 000 rozhodčí: Alain Hamer (Puxembourg) |
| Mamouni 13' Achiou 86' |     | Belal 25' | Stade Olympique de Sousse, Súsa diváci: 15 000 rozhodčí: Alain Hamer (Puxembourg) |

| 3. února 2004 14.00 |     |       |                                                                                                 |
| Kamerun             | 0:0 | Egypt | Stade Mustapha Ben Jannet, Monastir diváci: 20 000 rozhodčí: Ali Bujsaim (United Arab Emirates) |
|                     |     |       | Stade Mustapha Ben Jannet, Monastir diváci: 20 000 rozhodčí: Ali Bujsaim (United Arab Emirates) |

| 3. února 2004 14.00 |     |                  |                                                                                    |
| Alžírsko            | 1:2 | Zimbabwe         | Stade Olympique de Sousse, Súsa diváci: 10 000 rozhodčí: Eddy Maillet (Seychelles) |
| Achiou 73'          |     | Pupahla 65', 71' | Stade Olympique de Sousse, Súsa diváci: 10 000 rozhodčí: Eddy Maillet (Seychelles) |

### Skupina D
| Tým                   | Z | V | R | P | VG | IG | +/- | B |
| --------------------- | - | - | - | - | -- | -- | --- | - |
| Maroko                | 3 | 2 | 1 | 0 | 6  | 1  | +5  | 7 |
| Nigérie               | 3 | 2 | 0 | 1 | 6  | 2  | +4  | 6 |
| Jihoafrická republika | 3 | 1 | 1 | 1 | 3  | 5  | -2  | 4 |
| Benin                 | 3 | 0 | 0 | 3 | 1  | 8  | -7  | 0 |

| 27. ledna 2004 14.00 |     |           |                                                                                    |
| Nigérie              | 0:1 | Maroko    | Stade Mustapha Ben Jannet, Monastir diváci: 15 000 rozhodčí: Falla Ndoye (Senegal) |
|                      |     | Hadji 77' | Stade Mustapha Ben Jannet, Monastir diváci: 15 000 rozhodčí: Falla Ndoye (Senegal) |

| 27. ledna 2004 18.00  |     |       |                                                                            |
| Jihoafrická republika | 2:0 | Benin | Stade Taïeb El Mhiri, Sfax diváci: 12 000 rozhodčí: Koman Coulibaly (Mali) |
| Nomvethe 58', 76'     |     |       | Stade Taïeb El Mhiri, Sfax diváci: 12 000 rozhodčí: Koman Coulibaly (Mali) |

| 31. ledna 2004 14.00                          |     |                       |                                                                                                 |
| Nigérie                                       | 4:0 | Jihoafrická republika | Stade Mustapha Ben Jannet, Monastir diváci: 15 000 rozhodčí: Ali Bujsaim (United Arab Emirates) |
| Yobo 4' Okocha 64' (pen.) Odemwingie 81', 83' |     |                       | Stade Mustapha Ben Jannet, Monastir diváci: 15 000 rozhodčí: Ali Bujsaim (United Arab Emirates) |

| 31. ledna 2004 18.00                                |     |       |                                                                               |
| Maroko                                              | 4:0 | Benin | Stade Taïeb El Mhiri, Sfax diváci: 20 000 rozhodčí: Eddy Maillet (Seychelles) |
| Šamach 17' Mokhtari 73' Ouaddou 75' El Karkouri 80' |     |       | Stade Taïeb El Mhiri, Sfax diváci: 20 000 rozhodčí: Eddy Maillet (Seychelles) |

| 4. února 2004 18.00 |     |                       |                                                                                 |
| Maroko              | 1:1 | Jihoafrická republika | Stade Olympique de Sousse, Súsa diváci: 6 000 rozhodčí: Hichem Guirat (Tunisia) |
| Safri 38' (pen.)    |     | Mayo 29'              | Stade Olympique de Sousse, Súsa diváci: 6 000 rozhodčí: Hichem Guirat (Tunisia) |

| 4. února 2004 18.00 |     |               |                                                                                |
| Nigérie             | 2:1 | Benin         | Stade Taïeb El Mhiri, Sfax diváci: 15 000 rozhodčí: Essam Abd El Fatah (Egypt) |
| Pawal 35' Utaka 76' |     | Patoundji 90' | Stade Taïeb El Mhiri, Sfax diváci: 15 000 rozhodčí: Essam Abd El Fatah (Egypt) |

## Play off

### Čtvrtfinále
| 7. února 2004 14.00    |     |               |                                                                           |
| Mali                   | 2:1 | Guinea        | Stade El Menzah, Tunis diváci: 1 450 rozhodčí: Essam Abd El Fatah (Egypt) |
| Kanouté 45' Riarra 90' |     | Feindouno 15' | Stade El Menzah, Tunis diváci: 1 450 rozhodčí: Essam Abd El Fatah (Egypt) |

| 7. února 2004 17.00 |     |         |                                                                                     |
| Tunisko             | 1:0 | Senegal | Stade 7 Novembre, Rades diváci: 65 000 rozhodčí: Ali Bujsaim (United Arab Emirates) |
| Mnari 65'           |     |         | Stade 7 Novembre, Rades diváci: 65 000 rozhodčí: Ali Bujsaim (United Arab Emirates) |

| 8. února 2004 14.00 |     |                      |                                                                                        |
| Kamerun             | 1:2 | Nigérie              | Stade Mustapha Ben Jannet, Monastir diváci: 14 750 rozhodčí: Mohamed Guezzaz (Morocco) |
| Eto’o 42'           |     | Okocha 45' Utaka 73' | Stade Mustapha Ben Jannet, Monastir diváci: 14 750 rozhodčí: Mohamed Guezzaz (Morocco) |

| 8. února 2004 17.00              |              |             |                                                                                  |
| Maroko                           | 3:1 (prodl.) | Alžírsko    | Stade Taïeb El Mhiri, Sfax diváci: 22 000 rozhodčí: Abdul Hakim Shelmani (Pibya) |
| Šamach 90' Hadji 113' Zairi 120' |              | Cherrad 84' | Stade Taïeb El Mhiri, Sfax diváci: 22 000 rozhodčí: Abdul Hakim Shelmani (Pibya) |

### Semifinále
| 11. února 2004 16.00 |              |            |                                                                       |
| Tunisko              | 1:1 (prodl.) | Nigérie    | Stade 7 Novembre, Radès diváci: 65 000 rozhodčí: Coffi Codjia (Benin) |
| Badra 82'            |              | Okocha 67' | Stade 7 Novembre, Radès diváci: 65 000 rozhodčí: Coffi Codjia (Benin) |

|                                         |     | Penaltový rozstřel          |  |
| Badra Santos Mhedhebi Ben Achour Haggui | 5:3 | Utaka Odemwingie Yobo Udeze |  |

| 11. února 2004 19.00                   |     |      |                                                                                         |
| Maroko                                 | 4:0 | Mali | Stade Olympique de Sousse, Súsa diváci: 15 000 rozhodčí: Abubakar Sharaf (Cote dIvoire) |
| Mokhtari 44', 58' Hadji 80' Baha 90+1' |     |      | Stade Olympique de Sousse, Súsa diváci: 15 000 rozhodčí: Abubakar Sharaf (Cote dIvoire) |

### O 3. místo
| 13. února 2004 20.00      |     |            |                                                                                 |
| Nigérie                   | 2:1 | Mali       | Stade Mustapha Ben Jannet, Monastir diváci: 2 500 rozhodčí: Modou Sowe (Gambia) |
| Okocha 16' Odemwingie 52' |     | Abouta 70' | Stade Mustapha Ben Jannet, Monastir diváci: 2 500 rozhodčí: Modou Sowe (Gambia) |

### Finále
| 14. února 2004 14.30 |     |              |                                                                        |
| Tunisko              | 2:1 | Maroko       | Stade 7 Novembre, Radès diváci: 70 000 rozhodčí: Falla NDoye (Senegal) |
| Santos 5' Jaziri 52' |     | Mokhtari 38' | Stade 7 Novembre, Radès diváci: 70 000 rozhodčí: Falla NDoye (Senegal) |